# Riga FC
Riga Football Club, thường được gọi là Riga FC, là câu lạc bộ bóng đá Latvia, được thành lập năm 2014. Câu lạc bộ sử dụng Sân vận động Skonto làm sân nhà, được đặt tại Riga. Kể từ 2016 câu lạc bộ đã chơi ở Virslīga.

## Lịch sử

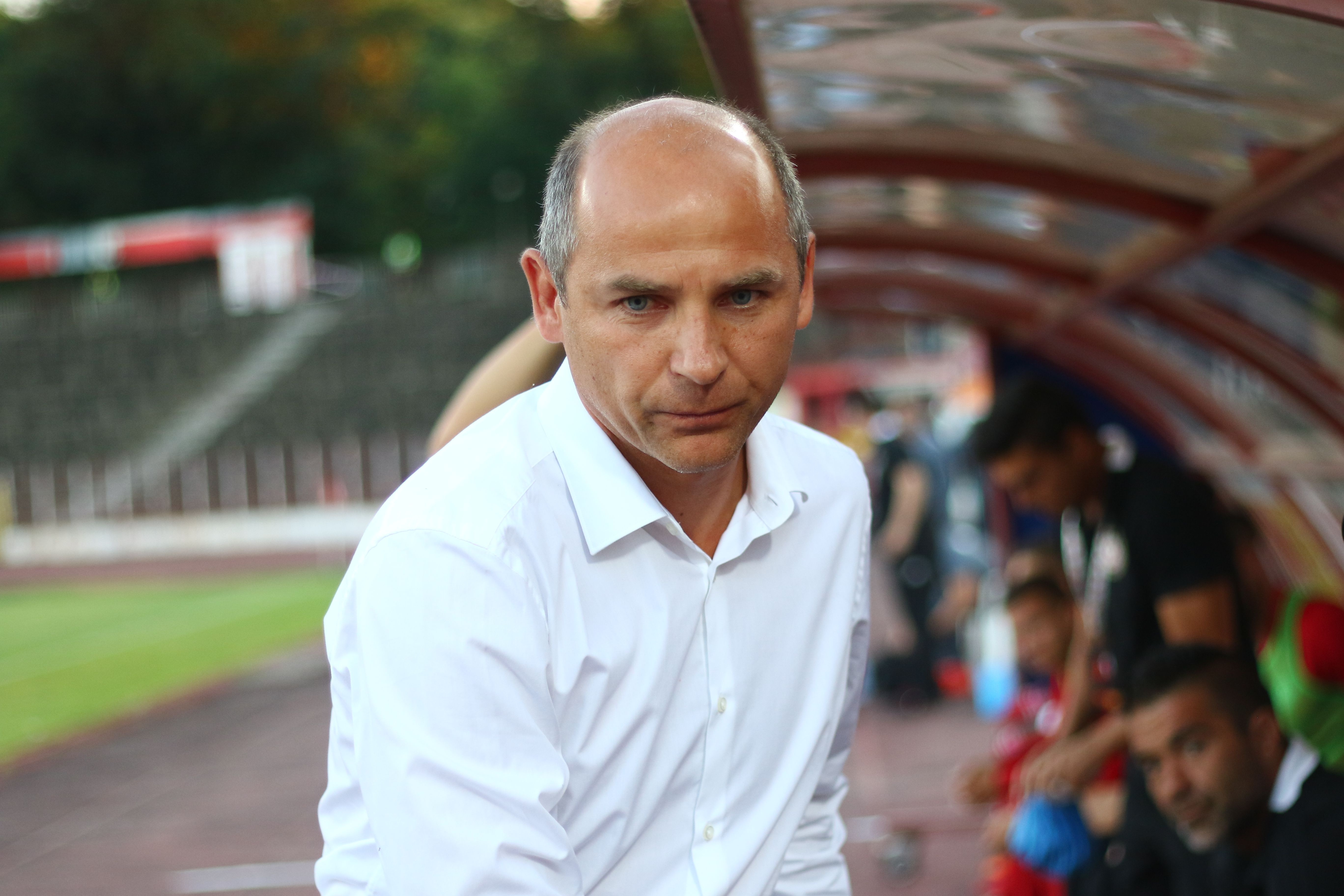
Huấn luyện viên Viktor Skrypnyk vô địch Virslīga lần đầu tiên trong lịch sử câu lạc bộ.

Câu lạc bộ được thành lập vào tháng 4 năm 2014. Đội được thành lập trước mùa giải 2015 sau khi hợp nhất hai đội có trụ sở tại Riga – FC Caramba Riga và Dinamo Rīga. Tại mùa giải 2015, đội đã chơi ở Giải hạng Nhất Bóng đá Latvia dưới tên FC Caramba/Dinamo, vì Caramba đã giành quyền thăng hạng 1. līga sau khi vô địch Giải hạng Hai Bóng đá Latvia vào năm 2014. Sau khi vô địch giải hạng Nhất và thăng hạng lên giải Vô địch Quốc gia, câu lạc bộ đổi tên thành Riga FC.

## Danh hiệu
Giải bóng đá vô địch quốc gia Latvia
- Vô địch: 2018, 2019, 2020

Cúp Bóng đá Latvia
- Vô địch: 2018, 2023
- Á quân: 2016–17, 2017

Giải hạng Nhất Bóng đá Latvia 
- Vô địch: 2015

## Cầu thủ
Tính đến 18 tháng 9 năm 2021
Ghi chú: Quốc kỳ chỉ đội tuyển quốc gia được xác định rõ trong điều lệ tư cách FIFA. Các cầu thủ có thể giữ hơn một quốc tịch ngoài FIFA.
| Số | VT | Quốc gia | Cầu thủ              |
| -- | -- | -------- | -------------------- |
| 1  | TM | Croatia  | Ivan Brkić           |
| 2  | HV | Colombia | Juan Camilo Saiz     |
| 3  | HV | Latvia   | Antons Kurakins      |
| 4  | HV | Serbia   | Miloš Vranjanin      |
| 6  | HV | Iceland  | Axel Óskar Andrésson |
| 7  | TV | Brasil   | Felipe Brisola       |
| 8  | HV | Latvia   | Ritvars Rugins       |
| 9  | HV | Latvia   | Armands Pētersons    |
| 10 | TV | Kosovo   | Besar Halimi         |
| 11 | TV | Phần Lan | Mikael Soisalo       |
| 12 | TM | Latvia   | Roberts Ozols        |
| 14 | TV | Serbia   | Nedeljko Piščević    |
| 15 | TV | Latvia   | Raivis Kiršs         |
| 16 | TM | Latvia   | Nils Purins          |

| Số | VT | Quốc gia               | Cầu thủ                            |
| -- | -- | ---------------------- | ---------------------------------- |
| 17 | TV | Latvia                 | Vladislavs Fjodorovs               |
| 18 | TV | Latvia                 | Arturs Krancmanis                  |
| 19 | HV | Croatia                | Ivan Paurević                      |
| 20 | TV | Maroc                  | Karim Loukili                      |
| 21 | TĐ | Nigeria                | Yunusa Muritala (mượn từ Metta)    |
| 23 | TV | Ukraina                | Yuriy Vakulko                      |
| 24 | TV | Latvia                 | Aleksejs Saveļjevs                 |
| 25 | HV | Cộng hòa Dân chủ Congo | Ngonda Muzinga                     |
| 27 | TĐ | Nga                    | Stanislav Krapukhin                |
| 28 | TV | Serbia                 | Marko Đurišić                      |
| 29 | TĐ | Pháp                   | Jean-Baptiste Léo                  |
| 32 | TV | Brasil                 | Wesley Natã                        |
| 33 | TV | Latvia                 | Vladimirs Kamešs                   |
| 34 | HV | Latvia                 | Antonijs Černomordijs (Đội trưởng) |

## Ban huấn luyện
Tính đến 4 tháng 1 năm 2021
| Vị trí                    | Tên                |
| ------------------------- | ------------------ |
| Huấn luyện viên trưởng    | Thorsten Fink      |
| Trợ lý huấn luyện viên    | Kristaps Blanks    |
| Huấn luyện viên thủ môn   | Deniss Romanovs    |
| Huấn luyện viên thể lực   | Sashko Poposki     |
| Huấn luyện viên thể lực   | Pavilo Sirenko     |
| Nhà phân tích chiến thuật | Ivans Visockis     |
| Nhà phân tích chiến thuật | Edgars Vērdiņš     |
| Bác sĩ                    | Viktors Simanovičs |
| Bác sĩ                    | Rolands Brencāns   |